# Malice Mizer
Malice Mizer (jap. マリスミゼル Marisu Mizeru) – japoński zespół rockowy nurtu visual kei.
Każdy z członków miał swój wkład w uczynienie MALICE MIZER zespołem tak oryginalnym i zróżnicowanym, jednak niekwestionowanym liderem był Mana, ekscentryczny gitarzysta odpowiedzialny nie tylko za ogólne brzmienie grupy, ale także za jej wizerunek. Wraz z członkiem z poprzedniego zespołu, Közi, w sierpniu 1992 roku utworzyli MALICE MIZER. Wkrótce potem do składu przyjęli basistę Yu~Ki, a w 1993 roku pierwotny perkusista Gaz zastąpiony został przez Kami. Pierwszym wokalistą był Tetsu.
Tetsu w 1995 roku opuścił zespół. Jedne źródła podają, iż nie spełniał on wysokich oczekiwań Many, inne że to samemu Tetsu nie podobała się teatralność, jaka od zawsze towarzyszyła koncertom MALICE MIZER. Kilka miesięcy zajęło znalezienie jego następcy, który znaczniej lepiej potrafiłby się wczuć w klimat i odpowiadałby oczekiwaniom grupy. W końcu w październiku 1995 roku przesłuchanie (w formie imprezy karaoke) zadecydowało, iż nowym wokalistą MALICE MIZER został Gackt. Jakiś czas potem Yu~Ki wspominał w wywiadzie, iż Gackt wpasował się w zespół idealnie już od pierwszego dnia, a jednocześnie wniósł do niego wiele własnych pomysłów, które niewątpliwie miały wpływ na znaczny wzrost jakości i różnorodności piosenek, a przez to i na wzrost popularności samej grupy.
Już po przejściu na major i wydaniu płyt Merveilles Gackt postanowił opuścić zespół, aby poświęcić się karierze solowej. Niedługo potem, całkiem niespodziewanie na wylew do mózgu zmarł Kami. Po tej tragedii zespół postanowił przeczekać trochę przed podjęciem ważniejszych kroków, a tymczasem na zwolnione przez Gackta miejsce wysunąć do tej pory wspierającego tylko wokalistę – Klahę, który zaskoczył wszystkich niesamowitą siłą i czystością swego głosu. Pomimo tryumfów, jakie nadal święcili już w czteroosobowym składzie, w grudniu 2001 roku Mana, Közi, Yu~Ki i Klaha postanowili zawiesić (lecz nie zakończyć) swą działalność jako MALICE MIZER i podążyć własnymi ścieżkami.
Mana utworzył solowy projekt – Moi dix Mois, zaś Közi wraz z Haruhiko Ash’em założył zespół Eve of Destiny i zajął się, tak jak Klaha, karierą solową. Cztery lata po rozpadzie Eve of Destiny Közi wraz z Shuji’m Ishii’m znanym z cali≠gari, stworzyli XA-VAT, który debiutował pod koniec 2010 roku.
Niespodziewanie dziewięć lat po zawieszeniu działalności MALICE MIZER znów zagościło na scenie – dokładnie 17 lipca 2010 roku podczas wspólnej trasy Moi dix Mois i Közi’ego, którą nazywała się „Deep Sanctuary II” i była drugą wspólną trasą tych artystów. Gościem specjalnym podczas koncertu w Akasaka Blitz był Yu~ki. Trzech muzyków wskrzesiło na kilka chwil MALICE MIZER i zagrało „Saikai no Chi to Bara” oraz „Beast of Blood” (z Közi’m na wokalu).

## Skład zespołu
- Mana – lider, współzałożyciel (wraz z Közim) i główny kompozytor zespołu, grał na gitarze i syntezatorach
- Közi – współzałożyciel (wraz z Maną) grupy, był drugim (po Manie) autorem muzyki, grał na gitarze i syntezatorach
- Yu~ki – był członkiem zespołu przez cały czas jego działalności, skomponował tylko jeden utwór w całej historii grupy, grał na gitarze basowej
- Gaz – pierwszy perkusista grupy, odszedł w 1993
- Kami – grał na perkusji od 1994 aż do śmierci na krwotok podpajęczynówkowy w 1999
- Tetsu – pierwszy wokalista zespołu, odszedł w 1994
- Gackt – drugi i najdłużej współpracujący (w latach 1995–1999) z grupą wokalista
- Klaha – trzeci i ostatni wokalista Malice Mizer, działał od 2000 aż do rozpadu grupy w 2001

## Historia zespołu
Historię Malice Mizer często dzieli się na „ery” według wokalistów zespołu.

### 1992-1995: era Tetsu
Po opuszczeniu swojego wcześniejszego zespołu Mantenrou, gitarzyści Mana i Közi w sierpniu 1992 roku utworzyli Malice Mizer. Nazwa wywodzi się od stwierdzenia „malice and misery”, czyli skróconej wersji stwierdzenia „nothing but a being of malice and misery” tłum. „nic prócz nienawiści i nędzy”. Miała to być ich odpowiedź na pytanie „Czym jest człowiek?”. Wkrótce do zespołu dołączyli Tetsu (wokal), Yu~ki (bas) i Gaz (perkusja). Od samego początku zespół stawiał na teatralne występy i polifoniczne brzmienie dwóch gitar, inspirowane muzyką baroku. Brzmienie utworów z tej ery można porównać do gotyckiego i progresywnego rocka z lat 80. Było ono też inspirowane muzyką powszechnie znaną jako klasyczną. Pierwszą piosenką zespołu był utwór Speed of Desperate, która znalazła się na kompilacji Brain Trash w 1993 roku.

## Dyskografia
Zespół wydał w sumie 8 albumów, 14 singli oraz 11 teledysków.